# 3046 Molière
3046 Molière eller 6536 P-L är en asteroid i huvudbältet som upptäcktes den 24 september 1960 av den nederländsk-amerikanske astronomen Tom Gehrels och det nederländska astronomparet Ingrid van Houten-Groeneveld och Cornelis Johannes van Houten vid Palomarobservatoriet. Den är uppkallad efter den franske författaren och dramatikern Molière.
Asteroiden har en diameter på ungefär 21 kilometer.